# Gynoplistia murdiella
Gynoplistia murdiella är en tvåvingeart som beskrevs av Günther Theischinger 1993. Gynoplistia murdiella ingår i släktet Gynoplistia och familjen småharkrankar. Inga underarter finns listade i Catalogue of Life.